# Andamanerna
Andamanerna (engelska: Andaman Islands,  tamil: அந்தமான் தீவுகள்) är en långsträckt ögrupp i Indiska oceanen. Tillsammans med Nikobarerna utgör de toppar av en undervattensrygg mellan Arakanbergen och Sumatra, och utgör gräns mellan Bengaliska viken och Andamansjön. 

## Administration
De flesta öarna tillhör det indiska unionsterritoriet Andamanerna och Nikobarerna, medan de nordligaste tillhör Myanmar. 

## Klimat
Klimatet i området är tempererat. Årsmedeltemperaturen i trakten är 22 °C. Den varmaste månaden är februari, då medeltemperaturen är 26 °C, och den kallaste är augusti, med 11 °C. Genomsnittlig årsnederbörd är 2 932 millimeter. Den regnigaste månaden är juni, med i genomsnitt 485 mm nederbörd, och den torraste är januari, med 38 mm nederbörd.